# Формула-1 — Гран-прі Австралії 2017
Гран-прі Австралії 2017 (офіційно 2017 Formula 1 Rolex Australian Grand Prix) — автоперегони чемпіонату світу Формули-1, які пройшли 26 березня 2017 на трасі Альберт-Парк в Мельбурні, Австралія. Вона стала першою гонкою сезону 2017 року. Це були 81-ші перегони в об'єднаній історії Гран-прі Австралії — яка почалася зі 100 мильної дорожньої гонки 1928 року, і в 22-ге Гран-прі проходить в Альберт-Парку.
Пілот Mercedes Льюїс Гамільтон почав гонку з поула, це шістдесят другий поул в його кар'єрі і шостий в Австралії. Себастьян Феттель виграв гонку, здобувши сорок третю перемогу в кар'єрі. Ferrari перемогла вперше з Гран-прі Сінгапуру 2015 року, як і Феттель. Гамільтон фінішував другим, а Вальттері Боттас третім.

## Гран-прі

### Зміни траси
Через зміни в технічному регламенті 2017 року, FIA попросила, щоб на всіх трасах в календарі оновили засоби безпеки. Організатори гонки використали Tecpro бар'єри на найшвидших ділянках траси, а також переклали шинні бар'єри.

### Зміни пілотів
Паскаль Верляйн отримав травму в Гонці чемпіонів, яка проходила 21-22 січня 2017, через яку пропустив підготовку до сезону Формули-1. Перед третьою частиною практики Верляйн відмовився від участі в Гран-прі, через недостатню фізичну підготовленість. Його замінив Антоніо Джовінаццо, тест пілот Ferrari.

### Шини
Для Гран-прі Австралії Pirelli надала командам такі три типи шин: Ultrasoft, Supersoft і Soft. Зазвичай команди самі вибирають по скільки комплектів кожного типу для кожного пілота їм потрібно (разом 13 комплектів на Гран-прі). Однак через великі зміни в шинах і те, що Ferrari, Mercedes і Red Bull працювали з новими шинами на тестах Pirelli, кожному водієві видали одинакові набори шин. Це були сім комплектів Ultrasoft, чотири комплекти SuperSoft і два комплекти Soft.

## Класифікація
| Поз.                | №  | Пілот                   | Конструктор               | Q1       | Q2       | Q3       | Старт |
| ------------------- | -- | ----------------------- | ------------------------- | -------- | -------- | -------- | ----- |
| 1                   | 44 | Льюїс Гамільтон         | Mercedes                  | 1:24.191 | 1:23.251 | 1:22.188 | 1     |
| 2                   | 5  | Себастьян Феттель       | Ferrari                   | 1:25.510 | 1:23.401 | 1:22.456 | 2     |
| 3                   | 77 | Вальттері Боттас        | Mercedes                  | 1:24.514 | 1:23.215 | 1:22.481 | 3     |
| 4                   | 7  | Кімі Ряйкконен          | Ferrari                   | 1:24.352 | 1:23.376 | 1:23.033 | 4     |
| 5                   | 33 | Макс Ферстаппен         | Red Bull Racing-TAG Heuer | 1:24.482 | 1:24.092 | 1:23.485 | 5     |
| 6                   | 8  | Ромен Грожан            | Haas-Ferrari              | 1:25.419 | 1:24.718 | 1:24.074 | 6     |
| 7                   | 19 | Феліпе Масса            | Williams-Mercedes         | 1:25.099 | 1:24.597 | 1:24.443 | 7     |
| 8                   | 55 | Карлос Сайнс (молодший) | Toro Rosso                | 1:25.542 | 1:24.997 | 1:24.487 | 8     |
| 9                   | 26 | Даніїл Квят             | Toro Rosso                | 1:25.970 | 1:24.864 | 1:24.512 | 9     |
| 10                  | 3  | Данієль Ріккардо        | Red Bull Racing-TAG Heuer | 1:25.383 | 1:23.989 | без часу | 151   |
| 11                  | 11 | Серхіо Перес            | Force India-Mercedes      | 1:25.064 | 1:25.081 |          | 10    |
| 12                  | 27 | Ніко Гюлькенберг        | Renault                   | 1:24.975 | 1:25.091 |          | 11    |
| 13                  | 14 | Фернандо Алонсо         | McLaren-Honda             | 1:25.872 | 1:25.425 |          | 12    |
| 14                  | 31 | Естебан Окон            | Force India-Mercedes      | 1:26.009 | 1:25.568 |          | 13    |
| 15                  | 9  | Маркус Ерікссон         | Sauber-Ferrari            | 1:26.236 | 1:26.465 |          | 14    |
| 16                  | 36 | Антоніо Джовінаццо      | Sauber-Ferrari            | 1:26.419 |          |          | 16    |
| 17                  | 20 | Кевін Магнуссен         | Haas-Ferrari              | 1:26.847 |          |          | 17    |
| 18                  | 2  | Стоффель Вандорн        | McLaren-Honda             | 1:26.858 |          |          | 18    |
| 19                  | 18 | Ленс Стролл             | Williams-Mercedes         | 1:27.143 |          |          | 201   |
| 20                  | 30 | Джоліон Палмер          | Renault                   | 1:28.244 |          |          | 19    |
| Час 107 %: 1:30.084 |    |                         |                           |          |          |          |       |
| Джерела:            |    |                         |                           |          |          |          |       |

## Перегони
| Поз.     | №  | Пілот                   | Конструктор               | Кола | Час/Відставання | Старт | Очки |
| -------- | -- | ----------------------- | ------------------------- | ---- | --------------- | ----- | ---- |
| 1        | 5  | Себастьян Феттель       | Ferrari                   | 57   | 1:24:11.672     | 2     | 25   |
| 2        | 44 | Льюїс Гамільтон         | Mercedes                  | 57   | +9.975          | 1     | 18   |
| 3        | 77 | Вальттері Боттас        | Mercedes                  | 57   | +11.250         | 3     | 15   |
| 4        | 7  | Кімі Ряйкконен          | Ferrari                   | 57   | +22.393         | 4     | 12   |
| 5        | 33 | Макс Ферстаппен         | Red Bull Racing-TAG Heuer | 57   | +28.827         | 5     | 10   |
| 6        | 19 | Феліпе Масса            | Williams-Mercedes         | 57   | +1:23.386       | 7     | 8    |
| 7        | 11 | Серхіо Перес            | Force India-Mercedes      | 56   | +1 коло         | 10    | 6    |
| 8        | 55 | Карлос Сайнс (молодший) | Toro Rosso                | 56   | +1 коло         | 8     | 4    |
| 9        | 26 | Даніїл Квят             | Toro Rosso                | 56   | +1 коло         | 9     | 2    |
| 10       | 31 | Естебан Окон            | Force India-Mercedes      | 56   | +1 коло         | 13    | 1    |
| 11       | 27 | Ніко Гюлькенберг        | Renault                   | 56   | +1 коло         | 11    |      |
| 12       | 36 | Антоніо Джовінаццо      | Sauber-Ferrari            | 55   | +2 кола         | 16    |      |
| 13       | 2  | Стоффель Вандорн        | McLaren-Honda             | 55   | +2 кола         | 18    |      |
| Схід     | 14 | Фернандо Алонсо         | McLaren-Honda             | 50   | Зламане днище   | 12    |      |
| Схід     | 20 | Кевін Магнуссен         | Haas-Ferrari              | 46   | Підвіска        | 17    |      |
| Схід     | 18 | Ленс Стролл             | Williams-Mercedes         | 40   | Гальма          | 20    |      |
| Схід     | 3  | Данієль Ріккардо        | Red Bull Racing-TAG Heuer | 25   | Паливна система | ПЛ1   |      |
| Схід     | 9  | Маркус Ерікссон         | Sauber-Ferrari            | 21   | Гідравліка      | 14    |      |
| Схід     | 30 | Джоліон Палмер          | Renault                   | 15   | Гальма          | 19    |      |
| Схід     | 8  | Ромен Грожан            | Haas-Ferrari              | 13   | Втрата води     | 6     |      |
| Джерела: |    |                         |                           |      |                 |       |      |

## Положення в чемпіонаті після Гран-прі
| Поз. | Пілот             | Очки |
| ---- | ----------------- | ---- |
| 1    | Себастьян Феттель | 25   |
| 2    | Льюїс Гамільтон   | 18   |
| 3    | Вальттері Боттас  | 15   |
| 4    | Кімі Ряйкконен    | 12   |
| 5    | Макс Ферстаппен   | 10   |

| Поз. | Конструктор               | Очки |
| ---- | ------------------------- | ---- |
| 1    | Ferrari                   | 37   |
| 2    | Mercedes                  | 33   |
| 3    | Red Bull Racing-TAG Heuer | 10   |
| 4    | Williams-Mercedes         | 8    |
| 5    | Force India-Mercedes      | 7    |

- Примітка: Тільки 5 позицій включені в обидві таблиці.

### Офіційний вебсайт
- Офіційний сайт